# Under The Gun (canción de The Sisters Of Mercy)
Under The Gun es una canción de The Sisters Of Mercy para su álbum A Slight Case of Overbombing: Greatest Hits Vol. 1.
El sencillo alcanzó la posición 19 en el UK Singles Chart. La canción fue coescrita por Andrew Eldritch, Billie Hughes y Roxanne Seeman, y coproducida por Eldritch y Hughes.
En el 2017, dos mezclas alternativas de "Under the Gun" fueron incluidas en las pistas adicionales del álbum compilatorio "Some Girls Wander by Mistake", lanzado bajo su propio sello Merciful Release y distribuido por Eastwest/Warner Music UK.
"Under the Gun" cuenta con la participación Terri Nunn como vocalista. Ian Stanley cuenta con créditos adicionales de producción.

## Lista de canciones
"Under the Gun", escrita por Eldritch, Hughes y Seeman. "Alice", escrita por Eldritch.

### 7": Merciful Release / MR59
1. "Under the Gun" - 6:16
2. "Alice" (1993) - 3:57

### 12": Merciful Release / MR59T
1. "Under the Gun" (Metropolis mix) - 6:16
2. "Alice" (1993) - 3:57
3. "Under the Gun" (Jutland mix) - 6:20

### CD: Merciful Release / MR59CD
1. "Under the Gun" (Metropolis mix) - 6:16
2. "Alice" (1993) - 3:57
3. "Under the Gun" (Jutland mix) - 6:20

## Personal
- Andrew Eldritch – voz
- Terri Nunn – voz
- Adam Pearson – guitarra

## Listas
| Chart (1993)                      | Peak position |
| --------------------------------- | ------------- |
| Germany (GfK Entertainment)       | 40            |
| United Kingdom (UK Singles Chart) | 19            |
| Sweden (Sverigetopplistan)        | 17            |

## Prestaciones de televisión
- Top Of The Pops (1993)